# Pasarkemis
Pasarkemis is een plaats in de huidige provincie Banten in het westen van Java, Indonesië.